# 華道家
華道家（かどうか）とは、花をいける人。花や植物そのものを用いた彫刻・造形をする人のことをさす。フラワーアーティスト、いけばな作家、挿花家、花師などとも呼ばれることがある。また、彫刻家を兼ねることもある。1975年「日本教養全集15」で、白洲正子が「華道家」という言葉を使用している。
假屋崎省吾が自ら名乗ったのが概ね最初だが、假屋崎が学んだ草月流では基本的に華道という言葉は使わないため、假屋崎以外の草月流の作家は殆どが「いけばな作家」と名乗る習慣になっている。

## 主な華道家

### 日本
- 芦田一寿
- 安達潮花
- 安達曈子
- 池坊専永
- 池坊専応
- 池坊専慶
- 小原豊雲
- 稲本峯月

- 大坪光泉
- 柿崎順一
- 粕谷明弘
- 片桐功敦
- 假屋崎省吾
- 川瀬敏郎
- 栗崎昇
- 齋藤恵理

- 佐々木康人
- 杉崎宗雲
- 州村衛香
- 谷口雅邦
- 辻雄貴
- 土屋宗良
- 勅使河原茜
- 勅使河原霞

- 佐藤寿新
- 勅使河原蒼風
- 勅使河原宏
- 中川幸夫
- 永島四郎
- 西阪慶眞
- 西阪専慶
- 新藤華盛
- 早川尚洞

- 古川知泉
- 毛利正周
- 毛利正恒
- 吉村華洲
- 野村天圭衣
- 吉村華泉
- 前野博紀
- 富田双康
- 大谷美香

### 日本以外
- ダニエル・オスト
- 齋藤恵理